# Vĩ (nước)
Vĩ (giản thể: 韦; phồn thể: 韋) là tên 1 quốc gia bộ lạc từng tồn tại ở khu vực miền đông nam huyện Hoạt tỉnh Hà Nam vào thời nhà Hạ trong lịch sử Trung Quốc, đây là một trong những nước chư hầu trung thành nhất với Hạ Kiệt.

## Những dấu ấn trong lịch sử
Bấy giờ vua Kiệt hạ lệnh tiến đánh nước Hữu Thi thì nước Vĩ cũng gửi quân tham gia liên minh này, sau khi Hữu Thi đầu hàng dâng nàng Muội Hỷ thì liên minh giải tán nước nào đem quân về nước ấy. Đến lúc vua Kiệt say mê nữ sắc của Muội Hỷ tàn ác làm mất lòng dân chúng thì nhiều nước chư hầu đều quy thuận nước Thương của vua Thành Thang, quân chủ nước Vĩ vẫn giữ một mực trung thành với thiên tử nhà Hạ. Vua Thang nghe lời hữu tướng Y Doãn thử không triều cống vua Kiệt xem sao, lập tức Hạ Kiệt hiệu lệnh chư hầu hỏi tội nước Thương thì nước Vĩ vẫn tham gia liên quân này. Thành Thang nghe theo kế của Y Doãn tìm cớ diệt dần vây cánh của nhà Hạ, nước Cát bị diệt đầu tiên bởi tội không chịu tế tự tổ tiên. Lần lượt đến các nước Cổ và Vĩ mỗi nước đều có 1 lý do riêng rất hợp lý khiến cho Hạ Kiệt biết thế mà không thể động binh, nước Vĩ năm ấy có hạn hán khiến dân chúng đói khổ trong khi đó vua nước này còn chần chừ chưa chịu mở kho lương thực dự trữ cứu trợ. Thế là Thang đem quân sang đi đến đâu phát chẩn cho nạn dân đến đó, Thang còn tự mình phủ phục trước miếu thay vật tế lễ để cầu mưa khiến người nước Vĩ cảm động mà theo hết về nước Thương. Quân Thương vào đến thành nước Vĩ thì lính gác đã mở cổng thành đầu hàng, vua nước Vĩ hoảng hốt bỏ chạy nhưng không kịp bị quân Thương bắn chết khi chưa ra khỏi cung điện.
Không rõ nước Vĩ được hình thành từ giai đoạn nào nhưng đến thời điểm này thì chính thức tiêu vong, nước này quản lý vấn đề quân lương trong hệ thống chư hầu nhà Hạ nên khi bị diệt cũng ảnh hưởng cơ bản đến sự sụp đổ của nhà Hạ.